# Lesson of the Evil
Pour le film adapté du roman, voir Lesson of the Evil (film).
Autre
Lesson of the Evil (悪の教典, Aku no kyōten) est un Light novel de Yūsuke Kishi, prépublié dans le Betsugo Bungeishunjū entre juillet 2008 et juillet 2010 puis publié par Bungeishunjū en 2010.
Le roman est adapté en un seinen manga dessiné par Eiji Karasuyama, prépublié dans le magazine Good! Afternoon entre mai 2012 et juillet 2015 et publié par l'éditeur Kōdansha en 9 volumes reliés. La version française est éditée par Kana.
Un film live réalisé par Takashi Miike adaptant l'œuvre est sorti en 2012 sous le même titre. Un drama de 4 épisodes est également diffusé au Japon entre octobre et novembre 2012.

## Synopsis
Hasumi Seiji est un professeur d'anglais respecté et adoré par ses élèves et ses collègues. Sa hiérarchie fait souvent appel à lui pour régler des problèmes de la Première 4, la classe dont il est le professeur principal. Mais derrière sa façade, Hasumi manipule son entourage et n'hésite pas à éliminer quiconque s'oppose à lui.
Lors d'un voyage scolaire à Kyoto, certains élèves prennent connaissance du suicide de quatre étudiants à l'époque où Hasumi était leur enseignant. Les investigations menées par un professeur et quelques élèves convaincus de sa culpabilité mènent à une folie meurtrière où Hasumi décide d'assassiner l'entièreté de sa classe ainsi que ceux qui le gêneraient.

## Personnages

### Professeurs
- Seiji Hasumi, surnommé Hasumin, est le protagoniste de l'histoire et devient l'antagoniste dès la seconde moitié. Stratège, manipulateur et psychopathe, il manie les mots avec habilité afin d'obtenir ce qu'il veut. À l'extérieur, il est un sympathique professeur d'anglais qui souhaite aider ses élèves et sur qui ses collègues peuvent compter. Mais en réalité, il projette de transformer l'école en un royaume dont il serait le roi. Pour cela, il élimine toutes les personnes qui le gênent ou qui enquêtent sur son passé meurtrier. Il n'a aucun remords à tuer ceux qui lui sont proches (comme ses parents et ses amis) et arrive toujours à mettre en scène les meurtres de sorte que la police ne puisse pas l'arrêter. Lors de la préparation de la fête de l'école, il assassine tous les élèves et professeurs présents car il ignore qui est au courant de ses meurtres.
- Isao Sonoda est un professeur de sport. Maitrisant le karaté, il est la menace la plus sérieuse qui s'oppose à Hasumi lors du massacre. Il est doué d'une force surhumaine mais reste très protecteur envers ses élèves. Hasumi arrive à s'en débarrasser en détruisant le bouclier pare-balle qu'il avait récupéré.
- Masanobu Tsurii est un professeur de mathématiques. Peu apprécié par ses élèves, ses cours sont souvent perturbés. Lorsqu'il a découvert que sa femme entretenait une liaison avec le proviseur, il l'a assassinée et a fait chanté le proviseur. Voulant faire de même avec Hasumi, il enquête sur son passé. Hasumi s'en rend compte et maquille son meurtre en suicide.
- Tetsurō Shibahara est le second professeur de sport. Il harcèle sexuellement régulièrement Miya Yasuhara avant que Hasumi ne s'en mêle. Le soir du massacre, il se rend à l'école car il entretient une relation avec une élève. Il est pris comme bouclier par Hasumi pour leurrer l'élève le plus fort au tir à l'arc. Il reçoit une flèche dans la gorge et meurt.
- Takeki Kume est le professeur d'arts plastiques. Fils d'un riche artiste, Kume vit de manière aisée. Il entretient une relation homosexuelle cachée avec Masahiko Maejima, un de ses élèves. Hasumi le piège pour lui faire porter le chapeau du massacre, en simulant son suicide.
- M. Sanada est le second professeur de mathématiques. Qualifié de "normal" par les élèves, il a une tendance alcoolique. Ayant reçu, sans le savoir, un secret honteux sur Hasumi, ce-dernier décide de le faire renvoyer faisant croire qu'il conduisait en état d'ivresse. Il est disculpé de toutes charges lors du procès de Hasumi.

### Étudiants
- Reika Katagiri est une élève de Première 4. Elle possède une sorte d'instinct qui la pousse à se méfier de Hasumi. Elle commence alors à enquêter sur le passé étrange de Hasumi. Elle se fait passer pour morte lors du massacre afin de survivre. Elle témoigne contre Hasumi.
- Yûchirô Nagoshi est un élève de Première 4. Proche de Reika et Keisuke, il leur fait confiance et se méfie de Hasumi. Il truque sa mort afin de faire croire à Hasumi qu'il a tué tout le monde. Il survit au massacre et témoigne contre Hasumi.
- Keisuke Hayami est un élève de Première 1. Très intelligent, il découvre l'existence de micros cachés dans l'établissement. En enquêtant sur leurs présences et sur les suicides suspects dans l'ancien établissement de Hasumi, il tombe dans le piège de son professeur et est assassiné. Son corps est d'abord caché avec la capsule temporelle, puis transporté dans les montagnes où il ne sera jamais découvert.
- Miya Yasuhara est une élève de Première 4. Harcelée par Shibahara qui l'a surpris en train de voler, Hasumi lui vient en aide. Elle développe alors une relation sexuelle avec lui, sans voir qu'elle devient le jouet de Hasumi. Toutefois, elle découvre le téléphone de Keisuke, forçant Hasumi à l'éliminer. Le soir du massacre, il l'amène sur le toit et maquille sa mort en suicide. Elle survit mais refuse de témoigner contre son professeur.
- Masahiko Maejima est un élève de Première 4. Il cache son homosexualité et est la tête de turc des brutes de l'école. Hasumi lui vient en aide, surtout dans le but de manipuler Kume avec qui il entretient une relation.
- Masahiro Tadenuma est un élément perturbateur de Première 4. Il découvre que toute la classe le déteste et agresse tout le monde. Il est finalement expulsé de l'école. Le soir du massacre, il retourne dans l'établissement où quelques anciens camarades l'invitent. Il se rend compte qu'il est apprécié et que Hasumi l'a piégé. Ce-dernier lui brise les cervicales dans l'infirmerie après avoir abattu quatre autres étudiants.

### Autres
- Junko Taura est l'infirmière de l'école. Elle entretient une relation sexuelle avec Keisuke et Hasumi.
- Mme Mizuochi est la psychologue scolaire. Elle est très à l'écoute des élèves et respecte le sérieux de Hasumi. Elle permet de confirmer l'homosexualité  de Masahiko Maejima.
- Le lieutenant Shimozuru fait partie de la Sûreté. Il enquête sur l'incendie criminel dans la maison de Rina Kiyota. Il était le policier chargé d'enquêter sur les quatre suicides dans l'ancien établissement de Hasumi. Il reste en contact avec Reika même après le massacre. Il découvre toute l'histoire sur la mort de Keisuke et Tsurii mais sans preuve il ne peut pas rien faire.
- Hugin et Munin sont deux corbeaux qui trainent dans le jardin de Hasumi. Il les a nommé ainsi en référence aux corbeaux d'Odin. Exaspéré qu'ils le réveillent chaque matin, Hasumi en électrocute un, violant la loi sur la protection des oiseaux. Lors du massacre, le fusil de Hasumi prend l'apparence des corbeaux pour l'inciter à continuer sa folie meurtrière.
- Katsuki Kiyota est un parent d'élève. Il rend souvent visite à Hasumi pour se plaindre que sa fille est harcelée. Insupporté, Hasumi brûle sa maison avec Kiyota à l'intérieur.

## Adaptations

### Manga
L'adaptation manga, dessinée par Eiji Karasuyama, est prépubliée dans le magazine Good! Afternoon ; la préface et l'épisode 0 le 7 mars 2012 puis le reste de la série entre le 7 mai 2012 et le 6 juin 2015. La série est publiée par l'éditeur Kōdansha en un total de 9 volumes reliés.
La version française est éditée par Kanaen autant de volumes sortis entre 2015 et 2016.

#### Liste des volumes
| no | Japonais         | Japonais          | Français         | Français          |
| no | Date de sortie   | ISBN              | Date de sortie   | ISBN              |
| -- | ---------------- | ----------------- | ---------------- | ----------------- |
| 1  | 9 octobre 2012   | 978-4-06-387844-8 | 3 juillet 2015   | 978-2-5050-6390-2 |
| 2  | 7 février 2013   | 978-4-06-387873-8 | 3 juillet 2015   | 978-2-5050-6391-9 |
| 3  | 7 juin 2013      | 978-4-06-387893-6 | 2 octobre 2015   | 978-2-5050-6392-6 |
| 4  | 7 novembre 2013  | 978-4-06-387933-9 | 8 janvier 2016   | 978-2-5050-6393-3 |
| 5  | 7 mars 2014      | 978-4-06-387961-2 | 18 mars 2016     | 978-2-5050-6394-0 |
| 6  | 7 août 2014      | 978-4-06-387982-7 | 20 mai 2016      | 978-2-5050-6563-0 |
| 7  | 5 décembre 2014  | 978-4-06-388016-8 | 8 juillet 2016   | 978-2-5050-6564-7 |
| 8  | 7 mai 2015       | 978-4-06-388054-0 | 9 septembre 2016 | 978-2-5050-6567-8 |
| 9  | 7 septembre 2015 | 978-4-06-388080-9 | 4 novembre 2016  | 978-2-5050-6574-6 |

### Drama
Un drama composé de 4 épisodes est diffusé sur beeTV au Japon. Supervisé par Takashi Miike et Fumio Nomoto, sur un scénario de Chiho Watanabe et une musique de Kōji Endō, il présente une histoire originale servant d'introduction au film, quelques mois avant sa sortie en salles. Le casting est notamment composé de Hideaki Itō, Noriko Nakagoshi, Ryo Iwamatsu, Koh Takasugi, Saki Takaoka et Mitsuru Fukikoshi